# 栄生町 (豊田市)
栄生町（えいせいちょう）は、愛知県豊田市の地名。現行行政地名は栄生町1丁目から5丁目。

## 地理
豊田市西部、挙母地区の北部に位置し、東は栄町、北は高原町、南西は横山町・朝日町に接する。

### 学区
- 豊田市立朝日小学校
- 豊田市立崇化館中学校

### 池沼
- コブト池

## 歴史

### 人口の変遷
国勢調査による人口および世帯数の推移。
| 1995年（平成7年）  | 112世帯 880人  |  |
| 2000年（平成12年） | 141世帯 962人  |  |
| 2005年（平成17年） | 175世帯 1082人 |  |
| 2010年（平成22年） | 204世帯 1175人 |  |
| 2015年（平成27年） | 207世帯 1188人 |  |
| 2020年（令和2年）  | 213世帯 967人  |  |

### 沿革
- 1959年（昭和34年）5月1日 - 大字梅坪の一部より、栄生町が成立[2]。

## 交通

### バス
- とよたおいでんバス21保見・豊田線：（豊田市 方面 - ）コブト池（ - 浄水駅・保見団地 方面）

### 道路
- 国道155号
- 国道248号

## 施設
- 豊田工業高等専門学校
- 豊田市学校給食協会中部給食センター
- 西三河家畜保健衛生所加茂
- 清心会たかはらこども園
- セブン-イレブン豊田市栄生町5丁目店

### WEB
1. ↑  “愛知県豊田市の町丁・字一覧”.   人口統計ラボ. 2024年2月26日閲覧。
2. 1 2  総務省統計局 (2022年2月10日). “令和2年国勢調査の調査結果(e-Stat) - 男女別人口，外国人人口及び世帯数－町丁・字等” (CSV). 2023年8月2日閲覧。
3. ↑  “愛知県豊田市の郵便番号一覧”.   日本郵便. 2024年2月23日閲覧。
4. ↑  “市外局番の一覧” (PDF).   総務省 (2022年3月1日). 2022年3月22日閲覧。
5. ↑  “ナンバープレートについて”.   一般社団法人愛知県自動車会議所. 2024年1月21日閲覧。
6. ↑  総務省統計局 (2014年3月28日). “平成7年国勢調査の調査結果(e-Stat) - 男女別人口及び世帯数 －町丁・字等” (CSV). 2021年7月20日閲覧。
7. ↑  総務省統計局 (2014年5月30日). “平成12年国勢調査の調査結果(e-Stat) - 男女別人口及び世帯数 －町丁・字等” (CSV). 2021年7月20日閲覧。
8. ↑  総務省統計局 (2014年6月27日). “平成17年国勢調査の調査結果(e-Stat) - 男女別人口及び世帯数 －町丁・字等” (CSV). 2021年7月21日閲覧。
9. ↑  総務省統計局 (2012年1月20日). “平成22年国勢調査の調査結果(e-Stat) - 男女別人口及び世帯数 －町丁・字等” (CSV). 2021年7月21日閲覧。
10. ↑  総務省統計局 (2017年1月27日). “平成27年国勢調査の調査結果(e-Stat) - 男女別人口及び世帯数 －町丁・字等” (CSV). 2021年7月21日閲覧。

### 書籍
1. ↑  「角川日本地名大辞典」編纂委員会 1989, p. 1762.
2. ↑  「角川日本地名大辞典」編纂委員会 1989, p. 241.